# Маргарета фон Липе
Маргарета фон Липе (на немски: Margareta zur Lippe; * ок. 1450/1452; † сл. 3 април 1527) е благородничка от Липе и чрез женитба графиня на Ритберг.

## Биография
Тя е дъщеря на Бернхард XII фон Липе (1429 – 1511) и съпругата му графиня Анна фон Холщайн-Шауенбург (1435 – 1495), дъщеря на граф Ото II фон Холщайн-Пинеберг и Елизабет фон Хонщайн.
Маргарета фон Липе се омъжва пр. 22 февруари 1475 г. за граф Йохан I фон Ритберг († 15 февруари 1516), най-големият син на граф Конрад V († 1472) и графиня Якоба фон Нойенар († 1492).
На 24 април 1481 г. Маргарета фон Липе и съпругът ѝ Йохан I фон Ритберг влизат в манастир Мариенфелд и правят дарения.

## Деца
Маргарета фон Липе и граф Йохан I фон Ритберг имат девет деца:
- Ото III († 18 декември 1535), граф (1516 – 1535), женен I. на 17 февруари 1515 г. за графиня Анна Елизабет фон Сайн (* 1494; † 16 януари 1523), II. на 26 септември 1523 г. за Анна (Онна) цу Есенс († сл. декември 1559)
- Бернхард († 15 октомври 1501), домхер в Оснабрюк и Кьолн
- Конрад († 1500), домхер в Кьолн
- Йохан († 1530), домхер в Кьолн
- Симон († сл. 1494), споменат 1486 – 1494
- Елизабет/Йохана († 15 юли 1512), сгодена на 27 юли 1497 г., омъжена на 8 юли 1498 г. за граф Едзард I от Източна Фризия (1462 – 1528)
- Ирмгард (Емгард) († сл. 1535/1540?), омъжена пр. 12 септември 1499 г. за граф Ото VIII (IX) фон Текленбург († 1534)
- Маргарета (* пр. 1491), спомената 1491
- Фридрих (* пр. 1499; † пр. 24 септември 1539), домхер в Кьолн